# The Town
Pour plus de détails, voir Fiche technique et Distribution.
The Town est un film américain réalisé par Ben Affleck et sorti en 2010. C'est l'adaptation du roman Le Prince des braqueurs (Prince of Thieves) de Chuck Hogan. Le film met en scène un groupe d'amis braqueurs originaires du quartier de Charlestown à Boston.
Le film est présenté à la Mostra de Venise 2010. Le film reçoit des critiques presse très positives et réalise de bons résultats au box-office.

## Synopsis
Plus de 300 braquages de banques ont lieu chaque année à Boston. La plupart des braqueurs « professionnels » habitent un quartier de 1,6 km2 appelé Charlestown. Doug MacRay (Ben Affleck) fait partie du lot, mais, contrairement aux autres, il aurait pu échapper à son destin en refusant de suivre l'exemple d'un père criminel. Au lieu de cela, il a pris la tête d'un gang de durs qui se targue de réussir chaque coup sans répandre le sang. Cette bande constitue sa seule famille ; son « frère » est le colérique et impulsif James "Jem" Coughlin (Jeremy Renner).
Tout change le jour où Jem prend brièvement en otage la jeune directrice de la banque qu'ils viennent de dévaliser, Claire Keesey (Rebecca Hall), avant de la relâcher. Lorsqu'ils découvrent qu'elle habite Charlestown, Jem s'inquiète de savoir si elle serait en mesure de le reconnaître. Sachant son complice capable de tout, Doug prend l'affaire en main. Il entre en contact avec Claire qui ne soupçonne pas un instant que ce séduisant inconnu, rencontré « par hasard », est l'un des gangsters.
Parallèlement, un agent du FBI, Adam Frawley (Jon Hamm), est chargé d'enquêter sur ce braquage. Doug revoit Claire et se rapproche de cette dernière, lui racontant la disparition de sa mère et sa carrière avortée de hockeyeur sur glace. Toutefois, Claire lui avoue qu'elle a aperçu le tatouage d'un des braqueurs, qui s'avère être celui de Jem, et qu'elle n'en a pas parlé au FBI. Doug, se rendant compte qu'elle peut identifier Jem, persuade la jeune femme de ne rien dire à la police, car elle ne pourra pas la protéger.
Avec l'aide de la police de Boston, Frawley identifie et surveille la bande de Doug et trouve le lien existant avec Fergus « Fergie » Colm, dit le « fleuriste », qui s'avère être un gangster qui finance les braquages. Lors d'un nouveau hold-up dans le quartier de North End, le gang manque de peu d'être arrêté par la police, mais parvient à s'échapper. Frawley décide de les arrêter afin d'interroger Doug et sa bande, mais n'obtenant pas d'aveux, il est contraint de les relâcher. Doug veut raccrocher et partir avec Claire, dont il est tombé amoureux. Mais quand Frawley apprend que Claire a démissionné de son travail, il la met sur écoute et découvre sa relation avec Doug. Fergie contraint Doug d'accepter un gros coup afin de laisser la vie sauve à Claire : dévaliser le coffre-fort du Fenway Park, qui contient toutes les recettes après un week-end de match, tout en lui révélant que sa mère s'est suicidée par sa faute car devenu toxicomane. Doug accepte à contrecœur mais jure de se venger si quelque chose arrive à Claire. L'étau se resserre de plus en plus lorsque Frawley révèle l'identité de Doug à Claire, obligée de coopérer avec les fédéraux, et elle décide de rompre avec son amant.
Doug et Jem, déguisés en policiers de Boston, réussissent à voler 3,5 millions de dollars dans le coffre-fort du Fenway Park, tandis que deux autres complices, Gloansy et Desmond, attendent dans le parking afin de s'enfuir dans une ambulance, déguisés en ambulanciers. Mais Krista, la sœur de Jem et ex-petite amie de Doug, se retrouve acculée par Frawley et rejetée par Doug, qui aime toujours Claire. Krista révèle à Frawley le casse au Fenway Park. Le gang est pris dans un échange de tirs avec la police et le SWAT, qui tuent Gloansy et Desmond. Frawley repère Jem qui, ne voulant pas retourner en prison, se fait abattre par la police. Doug, quant à lui, après avoir assisté à la mort de son meilleur ami, parvient à s'enfuir et tue Fergie et son garde du corps, sachant que ce dernier ne laissera pas Claire vivante aussi longtemps que Doug sera en fuite.
Doug appelle Claire au téléphone et voit que le FBI est chez elle. Cette dernière, demandant à Doug de venir, lui donne un message caché l'avertissant de la présence des fédéraux. Doug s'enfuit avec un uniforme de chauffeur de bus, avant de s'échapper en train. Quelque temps après les évènements, Claire découvre dans un terrain où elle jardine un sac contenant de l'argent volé, une mandarine et une lettre de Doug, lui suggérant de faire meilleur usage avec l'argent. Elle décide de faire un don anonyme en hommage à la mère de Doug pour rénover l'aréna de hockey sur glace local où Doug a autrefois joué. Doug, quant à lui, s'est installé en Floride, dans une petite maison avec terrasse donnant sur l'eau.

## Fiche technique
Sauf indication contraire, les informations mentionnées dans cette section peuvent être confirmées par la base de données cinématographiques IMDb,  présente dans la section « Liens externes ».
- Titre : The Town
- Réalisation : Ben Affleck
- Scénario : Ben Affleck, Peter Craig et Aaron Stockard, d'après le roman Le Prince des braqueurs de Chuck Hogan
- Musique : David Buckley et Harry Gregson-Williams
- Photographie : Robert Elswit
- Montage : Dylan Tichenor
- Distribution des rôles : Lora Kennedy
- Décors : Sharon Seymour
- Direction artistique : Peter Borck
- Décorateur de plateau : Maggie Martin
- Costumes : Susan Matheson (en)
- Producteurs : Basil Iwanyk et Graham King
- Coproducteur : Chay Carter
- Producteurs délégués : David Crockett, William Fay, Jon Jashni et Thomas Tull
- Sociétés de production : Warner Bros., Legendary Pictures, GK Films (en) et Thunder Road Pictures
- Société de distribution : Warner Bros.
- Budget : 37 millions de dollars[1]
- Genre : thriller, film de casse, policier
- Pays de production :  États-Unis
- Langue originale : anglais
- Format : couleur • 2.35:1 • 35 mm et cinéma numérique • son Dolby Digital
- Durée : 125 minutes, 150 minutes (version longue)
- Dates de sortie : 
  - Italie : 8 septembre 2010 (Mostra de Venise)
  - États-Unis : 14 septembre 2010 (première à Boston, Massachusetts), 17 septembre 2010
  - France,  Suisse romande : 15 septembre 2010
- (fr) Classification CNC : tous publics (visa d'exploitation no 127293 délivré le 15 septembre 2010)[2]

## Distribution
- Ben Affleck (VF : Boris Rehlinger) : Douglas « Doug » MacRay
- Jeremy Renner (VF : Jérôme Pauwels) : James Coughlin
- Rebecca Hall (VF : Élisabeth Ventura) : Claire Keesey
- Jon Hamm (VF : Constantin Pappas) : Adam Frawley
- Blake Lively (VF : Barbara Kelsch) : Krista « Kris » Coughlin
- Owen Burke : Desmond Elden
- Titus Welliver (VF : Pascal Germain) : Dino Ciampa
- Pete Postlethwaite (VF : Gérard Rinaldi) : Fergus « Fergie » Colm
- Chris Cooper (VF : Mathieu Buscatto) : Stephen MacRay
- Slaine (VF : Gilles Morvan) : Albert « Gloansy » Magloan
- Victor Garber : un otage durant le 1er braquage

Source et légende : version française (VF) sur RS Doublage et AlloDoublage

## Production

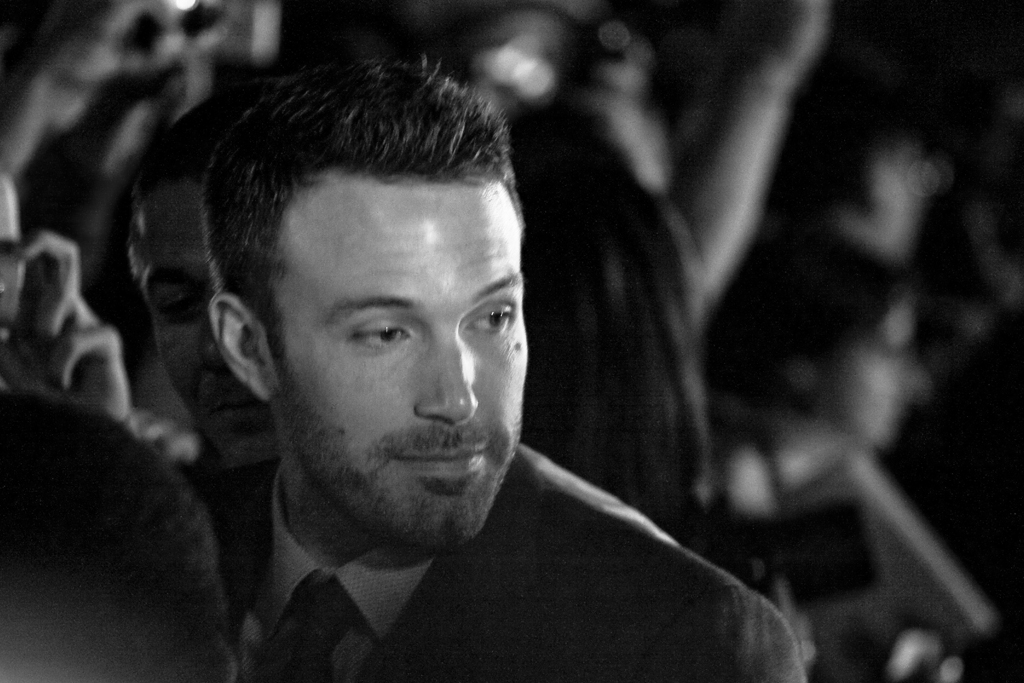
L'acteur principal et réalisateur Ben Affleck à la première du film au Festival international du film de Toronto 2010.

### Développement
En 2003, Paramount Pictures avait opté pour les droits du roman Le Prince des braqueurs de Chuck Hogan avant même qu'il ne soit publié, et Dick Wolf a signé pour produire avant que le projet ne soit échoué. En 2006, le réalisateur Adrian Lyne a apporté le roman au producteur Graham King. King à son tour l'a montré au studio Warner Bros., qui a accepté de faire une adaptation réalisée par Lyne et écrite par Sheldon Turner. La vision de Lyne pour le projet était un film de 3 à 3,5 heures de style Martin Scorsese avec un budget de 90 millions de dollars, ce qui a conduit à des différences créatives avec le studio et au départ éventuel de Lyne du projet. En 2008, The Town a été décidé comme titre et Ben Affleck, fraîchement sorti de ses débuts en tant que réalisateur dans Gone Baby Gone, a été amené par Warner Bros. pour servir de star, réalisateur et co-scénariste du film. Affleck voulait réaliser un film "J'ai personnellement fait des recherches et compris", et a invité son camarade de lycée Aaron Stockard à travailler avec lui sur le scénario. Alors qu'Affleck avait grandi à proximité de Cambridge, dans le Massachusetts, il connaissait à peine l'environnement rude du centre-ville de Charlestown. Affleck et Stockard ont mené de nombreux entretiens avec la communauté de Charlestown, ainsi qu'avec le groupe de travail sur les crimes violents du FBI à Boston. Plus tard, les acteurs du film ont également fait des recherches au sein de la communauté pour créer des personnages et des performances plus crédibles. Les habitants de Charlestown ont également rejoint la distribution, la plupart du temps en tant qu'extras.

### Attribution des rôles
The Town est le dernier film de Pete Postlethwaite sorti de son vivant.
Victor Garber, qui incarne l'un des otages du premier braquage, a présidé la cérémonie de mariage de Ben Affleck et Jennifer Garner. Il interprétait le rôle du père de Jennifer Garner dans la série Alias.
C'est Casey Affleck, frère de Ben Affleck, qui a suggéré à ce dernier d'engager Jeremy Renner pour le rôle de Jem Coughlin[réf. nécessaire].

### Tournage
Le tournage de The Town débute fin août 2009,. Une ancienne succursale de MassBank situé à Melrose, dans le Massachusetts, a servi de lieu de tournage à la séquence du premier braquage, en prenant le nom de Cambridge Merchants Bank. Cependant, les plans extérieurs ont été tournés au Cambridge Savings Bank à Harvard Square. Le tournage a également lieu au Moneghan Sun à Uncasville, dans le Connecticut, pour les scènes de casino, au Massachusetts Correctional Institution—Cedar Junction à Walpole (Massachusetts), pour l'utilisation de leur parloir et au Anderson Regional Transportation Center (en) à Woburn (Massachusetts) pour la scène dans l'Amtrak.

## Sortie et accueil

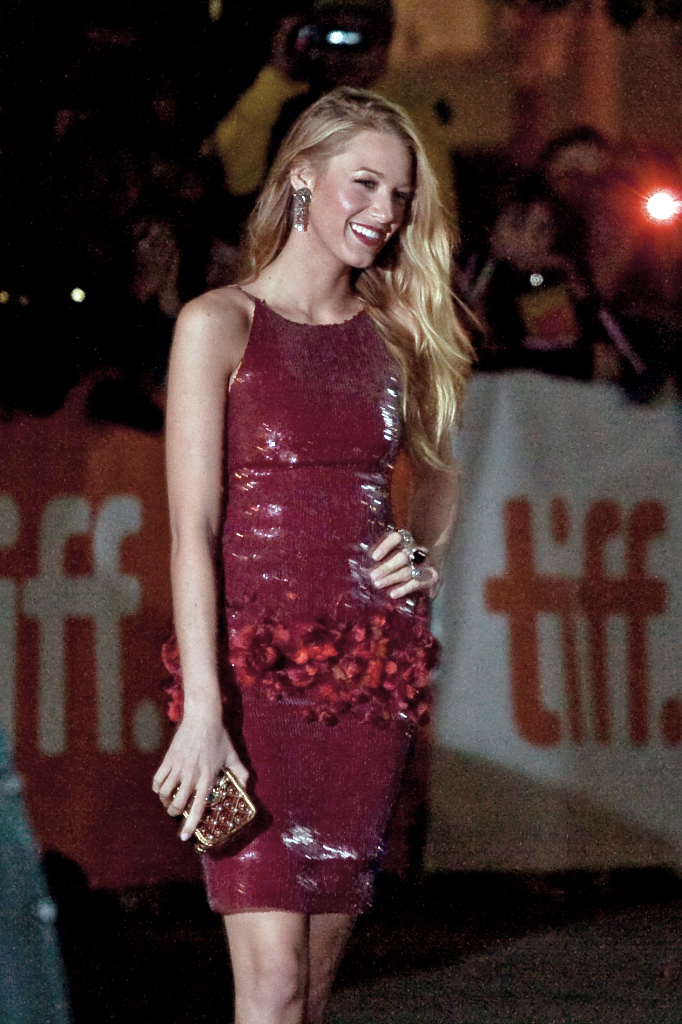
L'actrice Blake Lively à la première du film au Festival international du film de Toronto 2010.

### Avant-première
Le film a été présenté hors compétition à la Mostra de Venise 2010 et au Festival international du film de Toronto,.

### Critique
The Town a obtenu des critiques élogieuses aux États-Unis avec 94 % de critiques favorables sur Rotten Tomatoes et une moyenne de 74⁄100 sur Metacritic, de même en France où la presse salue notamment le film et la mise en scène de Ben Affleck.

### Box-office
| Pays ou région | Box-office        | Date d'arrêt du box-office | Nombre de semaines |
| -------------- | ----------------- | -------------------------- | ------------------ |
| Mondial        | 154 026 136 $     | 6 mars 2011                | 25                 |
| États-Unis     | 92 186 262 $      | 6 janvier 2011             | 16                 |
| France         | 1 086 699 entrées | 21 novembre 2010           | 10                 |

## Distinctions
(en) Récompenses pour The Town sur l’Internet Movie Database

### Récompenses
- WAFCA Award de la meilleure distribution d'ensemble (2010)
- AFI Award du meilleur film de l'année (2011)

### Nominations
- WGA Award du meilleur scénario adapté pour Ben Affleck, Peter Craig et Aaron Stockard (2011)
- SAG Award du meilleur acteur dans un second rôle pour Jeremy Renner (2011)
- British Academy Film Award du meilleur acteur dans un second rôle pour Pete Postlethwaite (2011)
- Golden Globe du meilleur acteur dans un second rôle pour Jeremy Renner (2011)
- Oscar du meilleur acteur dans un second rôle pour Jeremy Renner (2011)

## Version longue
Une version longue (extended cut) est commercialisée en Blu-ray. Alors que la version cinéma durait 125 minutes, celle-ci fait 150 minutes. Cette nouvelle version est différente avec certaines scènes rallongées de quelques secondes. La scène de l'interrogatoire de Claire l'agent Frawley est rallongé de plus de 3 minutes.